# Pałac w Borku Strzelińskim z 1840 r.
Pałac w Borku Strzelińskim – zabytkowy pałac wybudowany w 1840 r. w Borku Strzelińskim.

## Położenie
Pałac położony jest w Borku Strzelińskim – wsi w Polsce, w województwie dolnośląskim, w powiecie strzelińskim.

## Historia
Pałac neoklasycystyczny, przebudowany z dodaniem elementów neogotyckich, znajduje się nieopodal kościoła. Pałac zbudowany jest na planie prostokąta z kwadratową wieżą od strony wschodniej. Po II wojnie światowej był siedzibą lokalnego PGR. W latach 90. XX wieku po likwidacji PGR-u stał się własnością Agencji Własności Rolnej Skarbu Państwa, a następnie ANR. W roku 2011 pałac wraz z parkiem z aleją lipową został sprzedany osobie prywatnej.